# Trisetum ligulatum
Trisetum ligulatum är en gräsart som beskrevs av Victor L. Finot och Fernando Omar Zuloaga. Trisetum ligulatum ingår i släktet glanshavren, och familjen gräs. Inga underarter finns listade i Catalogue of Life.